# Віштішоара
Віштішоара (рум. Viștișoara) — село у повіті Брашов в Румунії. Входить до складу комуни Віштя.
Село розташоване на відстані 174 км на північний захід від Бухареста, 66 км на захід від Брашова.

## Населення
За даними перепису населення 2002 року у селі проживали 24 особи, усі — румуни. Усі жителі села рідною мовою назвали румунську. Станом на 1 грудня 2021 року у селі проживало 55 осіб.